# 肖斯威克鎮區 (印地安納州勞倫斯縣)
肖斯威克鎮區（英語：Shawswick Township）是位於美國印地安納州勞倫斯縣的一個行政鎮區。

## 地方資料
根據2010年美國人口普查的數據，肖斯威克鎮區的面積為181.00平方千米，當中陸地面積為180.10平方千米，而水域面積為0.90平方千米。當地共有人口20469人，而人口密度為每平方千米113.09人。